# El secreto de sus ojos
El secreto de sus ojos és una pel·lícula argentina de drama i suspens dirigida per Juan José Campanella i estrenada l'any 2009. Està basada en la novel·la La pregunta de sus ojos d'Eduardo Sacheri, qui va coescriure el guió amb Campanella. La protagonitzen Ricardo Darín, Soledad Villamil, Guillermo Francella, Javier Godino i Pablo Rago.
El film, una coproducció realitzada amb capital local i espanyol, va aconseguir ser la pel·lícula argentina més reeixida del 2009 i una de les més taquilleres de la història del cinema argentí, amb més de dos milions i mig d'espectadors. El 2010 va esdevenir la segona pel·lícula argentina en guanyar l'Oscar a la millor pel·lícula de llengua estrangera, després de La historia oficial (1985).

## Argument
Benjamín Espósito s'ha jubilat després de treballar tota la seva vida en un Jutjat Penal de l'Argentina. Per ocupar el seu temps lliure, decideix escriure una novel·la sobre un perillós cas del qual es va haver d'ocupar el 1974. Una bella jove va aparèixer violada i assassinada sense cap pista que incriminés ningú, però Benjamín es va proposar trobar el culpable amb el suport del seu ajudant Sandoval i de la seva estimada cap Irene. El retrobament amb el passat afectarà el present d'Espósito i potser també el seu futur.

## Comentaris
El hijo de la novia i Luna de Avellaneda van permetre l'argentí Juan José Campanella de fer-se un lloc entre els cineastes de prestigi arribats des de l'altra banda de l'oceà. La seva senyal d'identitat eren les històries emocionants properes a l'espectador, però en el seu últim projecte va decidir canviar de registre, apostant pel cinema negre. El secreto de sus ojos està basada en una novel·la d'Eduardo Sacheri i segueix la història d'un enrevessat crim que roman en la memòria d'un empleat judicial durant 25 anys. L'amor i l'amistat es creuen en aquests records, encara que també la difícil situació de l'Argentina dels 70.
Amb Campanella en la direcció, no podia faltar el protagonisme de Ricardo Darín, el seu actor fetitxe, que és tota una institució al seu país (Kamchatka, La señal), i això que també s'ha deixat veure en produccions espanyoles (La educación de las hadas, El baile de la victoria). L'acompanyen Soledad Villamil (No sos vos, soy yo), Javier Godino (Café solo o con ellas), Guillermo Francella (Rudo y Cursi) i Pablo Rago, a les ordres de Campanella en la sèrie Vientos de agua. El secreto de sus ojos fou un dels títols projectats en la secció oficial de Sant Sebastià.
No hi ha qui reconegui Campanella. Ni rastre del cineasta trampós, melós i manipulador de sentiments de la histèrica Luna de Avellaneda. Donava la sensació que el director de El hijo de la novia s'havia fet malbé, que s'havia recreat massa en si mateix, que s'agradava massa entre els piropos fàcils del gran públic. No era veritat la seva tirada pel melodrama histriònic i xarlatà, per l'epidèrmic bon rotllo de la comèdia romàntica amb divan. Senzillament el director argentí s'estava buscant a si mateix, estava treballant en la depuració definitiva de la seva fórmula.

## Repartiment
- Ricardo Darín: Benjamín Esposito
- Soledad Villamil: Irene Menéndez Hastings
- Pablo Rago: Ricardo Morales
- Javier Godino: Isidoro Gómez
- Guillermo Francella: Pablo Sandoval
- José Luis Gioia: Inspector Báez
- Carla Quevedo: Liliana Coloto

## Premis i nominacions

### Premis Oscar
| Any  | Categoria                             | Resultat   |
| ---- | ------------------------------------- | ---------- |
| 2009 | Millor pel·lícula de parla no anglesa | Guanyadora |

### Premis BAFTA
| Any  | Categoria                             | Resultat   |
| ---- | ------------------------------------- | ---------- |
| 2010 | Millor pel·lícula de parla no anglesa | Guanyadora |

### Premis Goya
| Any  | Categoria                                     | Receptor/s                           | Resultat   |
| ---- | --------------------------------------------- | ------------------------------------ | ---------- |
| 2009 | Millor pel·lícula                             |                                      | Candidata  |
| 2009 | Millor pel·lícula estrangera de parla hispana |                                      | Guanyadora |
| 2009 | Millor director                               | Juan José Campanella                 | Candidat   |
| 2009 | Millor actor                                  | Ricardo Darín                        | Candidat   |
| 2009 | Millor guió adaptat                           | Eduardo Sacheri Juan José Campanella | Candidats  |
| 2009 | Millor fotografia                             | Félix Monti                          | Candidat   |
| 2009 | Millor música original                        | Federico Jusid                       | Candidat   |
| 2009 | Millor direcció artística                     | Marcelo Pont Vergés                  | Candidat   |
| 2009 | Millor actriu revelació                       | Soledad Villamil                     | Guanyadora |

### Festival Internacional de Cinema de Sant Sebastià
| Any  | Premi          | Resultat  |
| ---- | -------------- | --------- |
| 2009 | Conquilla d'Or | Candidata |